# Palestina, Caldas
Palestina là một khu tự quản thuộc tỉnh Caldas, Colombia. Thủ phủ của khu tự quản Palestina đóng tại Palestina Khu tự quản Palestina có diện tích 118 ki lô mét vuông. Đến thời điểm ngày 28 tháng 5 năm 2005, khu tự quản Palestina có dân số 21392 người.